# جیجاق فلفلی
جیجاق فلفلی(نام علمی: Cyanocorax cayanus) نام یک گونه از سرده جیجاق‌های کاکلی است.